# آلیئی کراوالیو
آلیئی کراوالیو (انگلیسی: Auliʻi Cravalho؛ ‏‎/aʊˈliːʔi krəˈvɑːljoʊ/‎؛ ‏ زادهٔ ۲۲ نوامبر ۲۰۰۰) بازیگر و خواننده آمریکایی است که نخستین  حضور سینمایی خود را با ایفای نقش شخصیت اصلی در فیلم بلند انیمیشنی دیزنی موانا (۲۰۱۶) انجام داد. وی در ادامه در سریال درام ترقی (۲۰۱۸) شبکهٔ ان‌بی‌سی و فیلم درام  همه با هم‌اکنون (۲۰۲۰) شبکهٔ نتفلیکس نقش‌آفرینی نمود.

## اوایل زندگی
کراوالیو در کوهالا، هاوایی زاده شد. مادرش کاتلین پوانانی کراوالیو از بومیان هاوایی و پدرش دواین کراوالیو نام داشت، که از تبار ترکیبیِ پورتوریکویی، پرتغالی، چینی و ایرلندی‌ بود. در زمان دستیابی به موفقیتش، او به‌همراه مادرش در میلیلانی، هاوایی زندگی می‌کرد و در سال اول دبیرستان، در «کلوپ گلی» خواننده سوپرانو بود و در پردیس کاپالامای دانشکده کامه‌هامه‌ها آواز می‌خواند.

## فیلم‌شناسی

### فیلم
| سال  | عنوان                      | نقش          | یادداشت    |
| ---- | -------------------------- | ------------ | ---------- |
| ۲۰۱۶ | موانا                      | موانا (صدا)  |            |
| ۲۰۱۸ | رالف اینترنت را خراب می‌کند | موانا (صدا)  |            |
| ۲۰۲۰ | همه با هم‌اکنون             | امبر اپلتون  |            |
| ۲۰۲۲ | کراش                       | ای جی کامپوس |            |
| ۲۰۲۲ | داربی و مردگان             | کاپری دوناهو |            |
| ۲۰۲۳ | روزی روزگاری استودیو       | موانا (صدا)  | فیلم کوتاه |
| ۲۰۲۴ | دختران بدجنس               | جنیس ایمیکی  | [ ۱۴ ]     |
| ۲۰۲۴ | موانا ۲                    | موانا (صدا)  | [ ۱۵ ]     |

### تلویزیون
| سال  | عنوان                            | نقش             | یادداشت                  |
| ---- | -------------------------------- | --------------- | ------------------------ |
| ۲۰۱۸ | ترقی                             | لیلت سوارز      | نقش اصلی                 |
| ۲۰۱۹ | شهر عجیب                         | رینا پرز        | قسمت: «رفتن به کالج»     |
| ۲۰۱۹ | پری دریایی کوچک زنده!            | آریل            | کنسرت زنده ویژه تلویزیون |
| ۲۰۱۹ | النا از آوالور                   | ورونیکا (صدا)   | قسمت: «آخرین خنده»       |
| ۲۰۲۲ | هماهنگ زنده!                     | راوی            | ویژه تلویزیون            |
| ۲۰۲۲ | رمز و راز کوسه مائویی            | راوی            | نقش اصلی                 |
| ۲۰۲۳ | قدرت                             | جوس کلیری-لوپز  | نقش اصلی                 |
| ۲۰۲۳ | هیلی در آن است!                  | هیلی بنکس (صدا) | نقش اصلی                 |
| ۲۰۲۳ | پرنسس لگو دیزنی: جستجوی قلعه     | موانا (صدا)     | ویژه تلویزیون            |
| ۲۰۲۴ | چیبیورس                          | هیلی بنکس (صدا) | قسمت: «بازی زوج چیبی»    |
| ۲۰۲۴ | ماراتن مینی فیلم دیزنی هیلی بنکس | هیلی بنکس (صدا) | ویژه تلویزیون            |

### بازی‌های ویدیویی
| سال  | عنوان                | نقش                  | یادداشت |
| ---- | -------------------- | -------------------- | ------- |
| ۲۰۱۹ | سیمز ۴               | نالانی ماهیایی (صدا) |         |
| ۲۰۲۲ | پادشاهی جادویی دیزنی | موانا (صدا)          |         |
| ۲۰۲۳ | آرک ۲                | میکا (صدا)           |         |

### Web
| سال  | عنوان               | نقش             | یادداشت |
| ---- | ------------------- | --------------- | ------- |
| ۲۰۲۳ | Theme Song Takeover | هیلی بنکس (صدا) | ۲ قسمت  |

### صحنه
| سال  | عنوان                | نقش         | محل                                            | یادداشت        |
| ---- | -------------------- | ----------- | ---------------------------------------------- | -------------- |
| ۲۰۱۸ | روز خوبی داشته باشید | دختر نوجوان | تئاتر لین مینتا                                | آف برادوی زنده |
| ۲۰۲۳ | بلوار سانست          | بتی شفر     | تئاتر آیزنهاور، مرکز هنرهای نمایشی جان اف کندی | منطقه ای       |
| ۲۰۲۳ | اویتا                | اوا پرون    | تئاترهای ال دبلیو، تئاتر رویال، دروری لین      | وست اند        |
| ۲۰۲۴ | فرزندان ادن          | یونا        | دیوید گفن هال، مرکز هنرهای نمایشی لینکلن       | کنسرت          |

### نماهنگ
| سال  | عنوان           | نقش  | یادداشت                            |
| ---- | --------------- | ---- | ---------------------------------- |
| ۲۰۱۸ | Live Your Story | خودش | موزیک ویدیو برای والت دیزنی رکوردز |

## جایزه‌ها
| سال  | جایزه                                   | دسته‌بندی                                     | کار نامزد شده | نتیجه    | Ref.   |
| ---- | --------------------------------------- | -------------------------------------------- | ------------- | -------- | ------ |
| ۲۰۱۶ | اتحاد روزنامه نگاران زن فیلم            | بهترین شخصیت کارتونی مؤنث                    | موانا         | برنده    | [ ۱۸ ] |
| ۲۰۱۶ | انجمن منتقدان فیلم منطقه واشینگتن دی سی | بهترین عملکرد صوتی                           | موانا         | نامزدشده | [ ۱۹ ] |
| ۲۰۱۷ | جوایز آنی                               | دستاورد برجسته، صداپیشگی در یک تولید انیمیشن | موانا         | برنده    | [ ۲۰ ] |
| ۲۰۱۷ | جوایز انتخاب کودکان                     | Frenemies مورد علاقه (با دواین جانسون)       | موانا         | نامزدشده | [ ۲۱ ] |
| ۲۰۱۷ | جوایز انتخاب نوجوانان                   | فیلم انتخابی: Breakout Star                  | موانا         | برنده    | [ ۲۲ ] |
| ۲۰۱۷ | جوایز انتخاب نوجوانان                   | فیلم انتخابی: بازیگر زن فانتزی               | موانا         | نامزدشده | [ ۲۳ ] |